# Université des arts d'Helsinki
L'université des arts d'Helsinki (finnois : Taideyliopisto) est une université fondée en 2013 en Finlande.

## Composition
Elle fonctionne principalement à Helsinki, mais aussi à Kuopio et à Seinäjoki.
L'université est composée de trois académies:
- Académie des beaux-arts d'Helsinki,
- Académie Sibelius,
- École supérieure de théâtre d'Helsinki.

L'ensemble accueille environ 2 100 étudiants.

## Recteurs
- Tiina Rosenberg 2013–1.6.2015
- Paula Tuovinen 2.6.2015–30.11.2015
- Jari Perkiömäki 1.12.2015–[2].